# Hans Otto von der Lühe
Hans Otto Freiherr von der Lühe (* 21. Mai 1762 in Kopenhagen; † 13. März 1836 in Stuttgart)  war ein württembergischer Beamter und Politiker.

## Herkunft
Lühe war der Sohn des dänischen Obersts der Kavallerie Hans Albert von der Lühe. Seine Mutter Hedwig Dorothe Margaretha, geborene von Quintzone (auch z. T. in der Schreibweise Quitzau bzw. Quizow, Quitzow), war die Tochter eines Oberstleutnants aus Mecklenburg. Lühe gehörte der evangelischen Kirche an.

## Leben
Hans Otto von der Lühe studierte vom November 1772 bis zum April 1783 Jura an der Hohen Karlsschule in Stuttgart und trat 1783 als Regierungsrat in den württembergischen Staatsdienst. Er war Hofgerichtsassessor und ab 1806 Präsident des Oberjustizkollegiums. Vom 30. März 1809 bis zum 10. November 1817 leitete er das württembergische Justizministerium und war zugleich Großkanzler. Bei den in den Jahren 1815 bis 1819 ausgetragenen Verfassungskämpfen vertrat er die altwürttembergische Sichtweise, war jedoch selbst nicht Mitglied in den Ständeversammlungen. Vom 18. November 1817 bis zum 29. Juli 1821 war Lühe Staatsminister und Präsident des Geheimen Rats, was der Position eines Premierministers entsprach. Sein Nachfolger als Präsident des Geheimen Rats war Christian Friedrich von Otto.
Hans Otto von der Lühe heiratete am 16. November 1791 Karoline Regine Friederike Elisabeth von Wächter (1769–1845), Tochter des Karl Eberhard von Wächter und seiner Frau Regina Katharina geb. Mayer. Das Ehepaar hatte 6 Kinder.
1818 wurde er mit dem Großkreuz des Ordens der Württembergischen Krone ausgezeichnet.